# Saint-Martin-l'Hortier
Pour les articles homonymes, voir Saint-Martin.
Saint-Martin-l'Hortier est une commune française située dans le département de la Seine-Maritime en région Normandie.

## Géographie

### Description
Saint-Martin-l'Hortier est une commune française située à 2 km à l'ouest de Neufchâtel-en-Bray.
Elle fait partie du canton de Neufchâtel-en-Bray, dans l'arrondissement de Dieppe en Seine-Maritime (76)

### Communes limitrophes
|         | Mesnières-en-Bray      |                    |
| Fresles | Saint-Martin-l'Hortier | Neufchâtel-en-Bray |
| Bully   |                        | Quièvrecourt       |

### Hydrographie
La commune est située dans le bassin Seine-Normandie. Elle est drainée par l'Arques, le fossé des Prés Raoul, le ruisseau de Bully et un bras de la Béthune,,.
L'Arques, d'une longueur de 67 km, prend sa source dans la commune de Gaillefontaine, à une altitude de 204 m (le cours d'eau porte alors le nom de rivière de la Béthune) et se jette  dans la Manche à Dieppe, après avoir traversé 24 communes. 

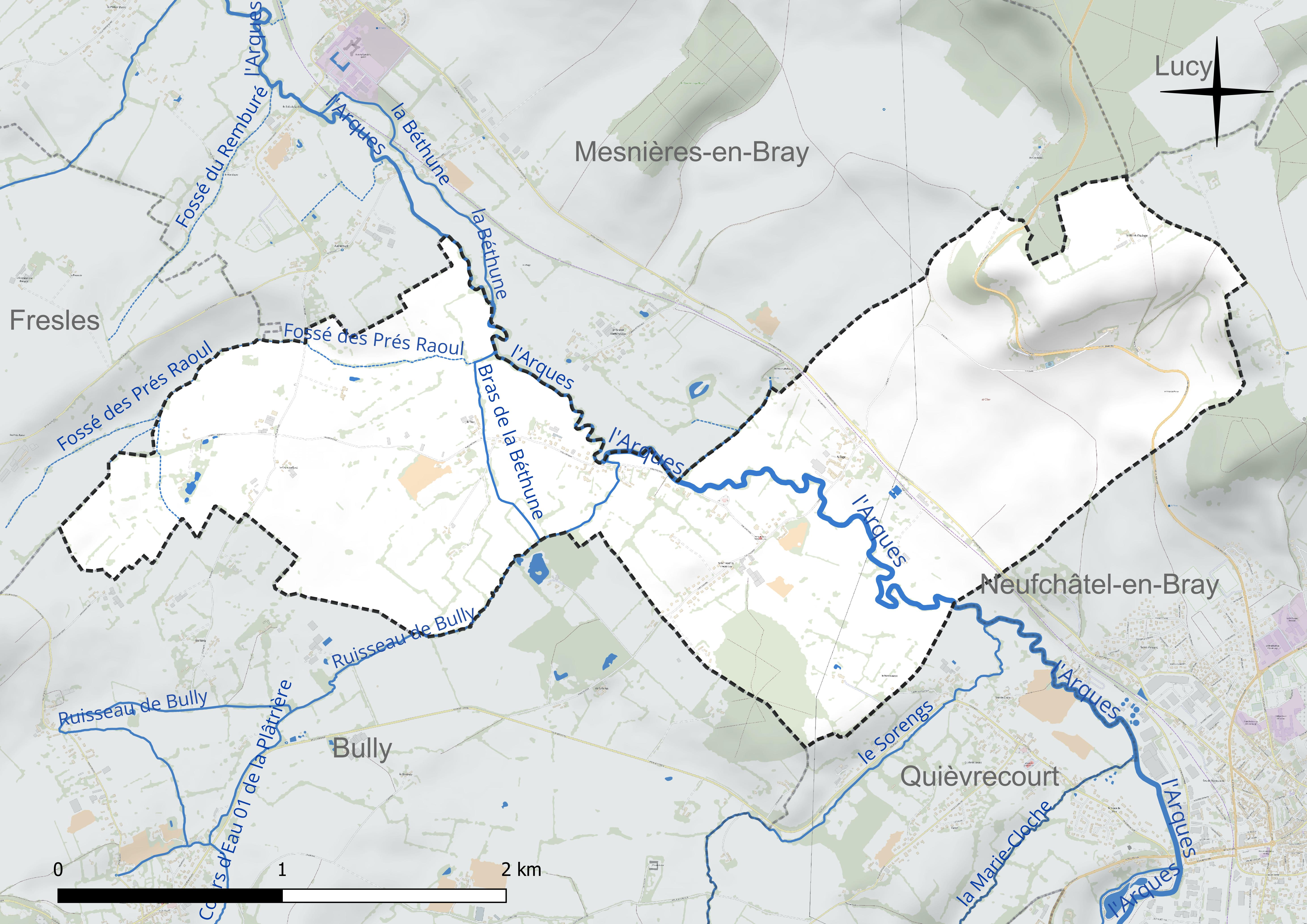
Réseau hydrographique de Saint-Martin-l'Hortier.

### Climat
Pour des articles plus généraux, voir Climat de la Normandie et Climat de la Seine-Maritime.
En 2010, le climat de la commune est de type climat océanique altéré, selon une étude du CNRS s'appuyant sur une série de données couvrant la période 1971-2000. En 2020, Météo-France publie une typologie des climats de la France métropolitaine dans laquelle la commune est exposée à un climat océanique et est dans la région climatique Côtes de la Manche orientale, caractérisée par un faible ensoleillement (1 550 h/an) ; forte humidité de l’air (plus de 20 h/jour avec humidité relative > 80 % en hiver), vents forts fréquents. Parallèlement le GIEC normand, un groupe régional d’experts sur le climat, différencie quant à lui, dans une étude de 2020, trois grands types de climats pour la région Normandie, nuancés à une échelle plus fine par les facteurs géographiques locaux. La commune est, selon ce zonage, exposée à un « climat contrasté des collines », correspondant au Pays de Bray, bien arrosé et frais.
Pour la période 1971-2000, la température annuelle moyenne est de 10,6 °C, avec une amplitude thermique annuelle de 13,2 °C. Le cumul annuel moyen de précipitations est de 870 mm, avec 12,9 jours de précipitations en janvier et 8,4 jours en juillet. Pour la période 1991-2020, la température moyenne annuelle observée sur la station météorologique la plus proche, située sur la commune de Bouelles à 7 km à vol d'oiseau, est de 10,7 °C et le cumul annuel moyen de précipitations est de 838,4 mm,. Pour l'avenir, les paramètres climatiques de la commune estimés pour 2050 selon différents scénarios d’émission de gaz à effet de serre sont consultables sur un site dédié publié par Météo-France en novembre 2022.

## Urbanisme

### Typologie
Au 1er janvier 2024, Saint-Martin-l'Hortier est catégorisée commune rurale à habitat dispersé, selon la nouvelle grille communale de densité à sept niveaux définie par l'Insee en 2022.
Elle est située hors unité urbaine. Par ailleurs la commune fait partie de l'aire d'attraction de Neufchâtel-en-Bray, dont elle est une commune de la couronne,. Cette aire, qui regroupe 15 communes, est catégorisée dans les aires de moins de 50 000 habitants,.

### Occupation des sols
L'occupation des sols de la commune, telle qu'elle ressort de la base de données européenne d’occupation biophysique des sols Corine Land Cover (CLC), est marquée par l'importance des territoires agricoles (95,9 % en 2018), une proportion identique à celle de 1990 (95,9 %). La répartition détaillée en 2018 est la suivante : 
prairies (67 %), terres arables (28,8 %), forêts (4,1 %), zones urbanisées (0,1 %). L'évolution de l’occupation des sols de la commune et de ses infrastructures peut être observée sur les différentes représentations cartographiques du territoire : la carte de Cassini (XVIIIe siècle), la carte d'état-major (1820-1866) et les cartes ou photos aériennes de l'IGN pour la période actuelle (1950 à aujourd'hui).

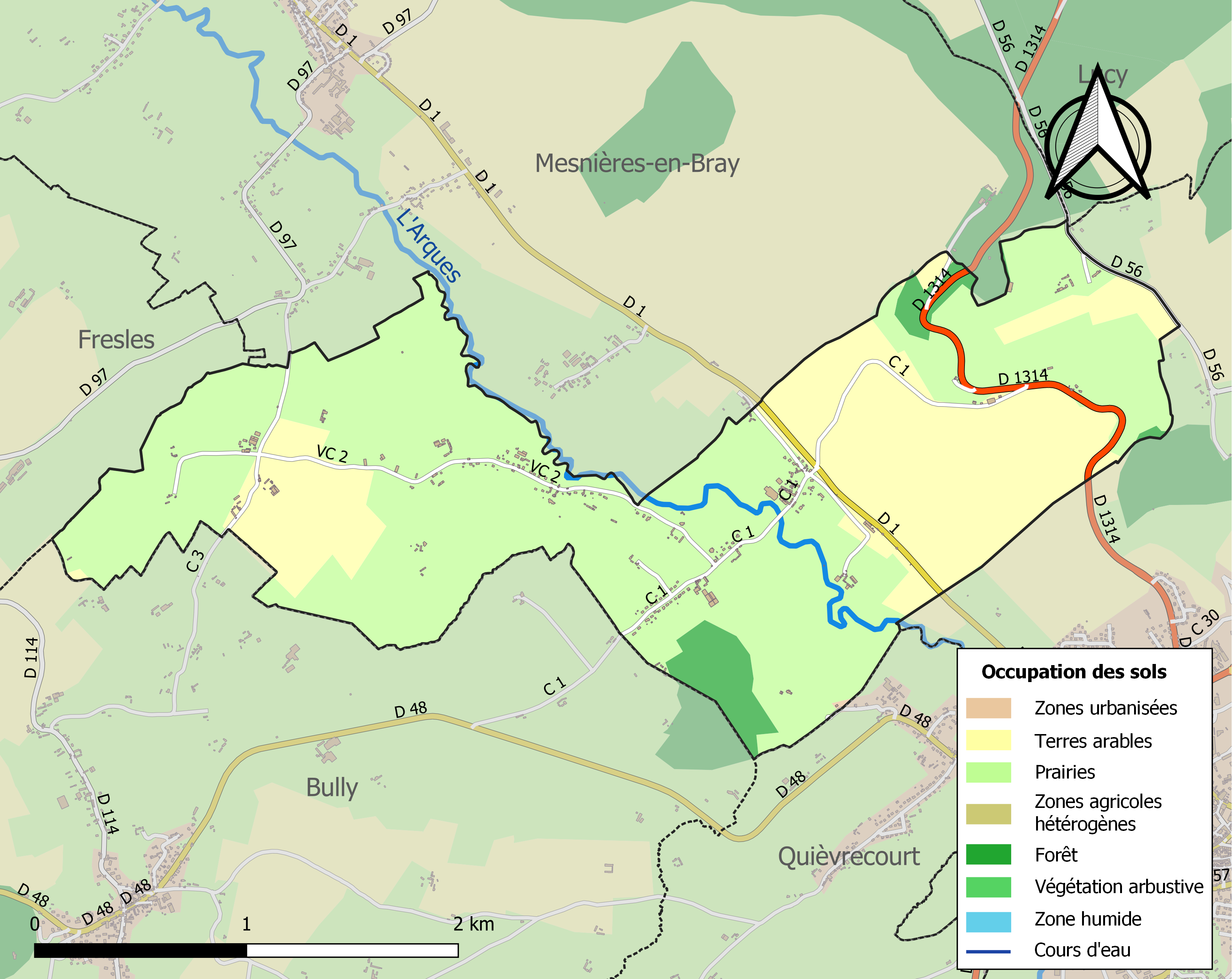
Carte des infrastructures et de l'occupation des sols de la commune en 2018 (CLC).

## Toponymie
Le nom de la localité est attesté sous les formes Ecclesie Sancti Martini de Urtiaco vers 1240, Apud Sanctum Martinum de Lortie en 1259, Saint Martin en l'ortiay en 1286, Sanctus Martinus in Urticeto en 1337, Saint Martin en l'ortyay  en 1371, Saint Martin Alortiay en 1416, Saint Martin l'ortioy en 1428, Saint Martin de l'Ortyay en 1431, Saint Martin de l'ortiay 1433, Saint Martin en l'ortiay entre 1445 et 1446, Saint Martin de l'ortiay en 1460, Saint-Martin en l'ortiay entre 1494 et 1514, Saint Martin en l'horthie en 1559, Saint Martin l'ortye en 1566 et 1567, Saint Martin l'ortier en 1672, Saint Martin de l'hortié en 1684, Saint Martin l'Ortier en 1715, Saint-Martin l'Hortier en 1953.
L'hagiotoponyme Saint-Martin désigne Martin de Tours (mort en 397).
Le complément est issu du latin urtica. Le « lieu où poussent des orties », c'est-à-dire « inculte ».

## Histoire
Durant la Seconde Guerre mondiale, le village a subi quatre bombardements en juin 1944.
Quatre blockhaus allemands de la Seconde Guerre mondiale sont toujours présents à Saint-Martin-l'Hortier, rue de la Béthune. Ils abritaient un hôpital militaire allemand.

## Politique et administration
| Période                                  | Période                      | Identité            | Étiquette | Qualité                        |
| ---------------------------------------- | ---------------------------- | ------------------- | --------- | ------------------------------ |
| Les données manquantes sont à compléter. |                              |                     |           |                                |
| mars 2001                                | 2014                         | Jean-Claude Roinard |           |                                |
| 2014                                     | En cours (au 9 juillet 2020) | Manuel Beauval      |           | Réélu pour le mandat 2020-2026 |

## Démographie
L'évolution du nombre d'habitants est connue à travers les recensements de la population effectués dans la commune depuis 1793. Pour les communes de moins de 10 000 habitants, une enquête de recensement portant sur toute la population est réalisée tous les cinq ans, les populations de référence des années intermédiaires étant quant à elles estimées par interpolation ou extrapolation. Pour la commune, le premier recensement exhaustif entrant dans le cadre du nouveau dispositif a été réalisé en 2007.

En 2022, la commune comptait 272 habitants, en évolution de −1,45 % par rapport à 2016 (Seine-Maritime : +0,35 %, France hors Mayotte : +2,11 %).
| 1793 | 1800 | 1806 | 1821 | 1831 | 1836 | 1841 | 1846 | 1851 |
| ---- | ---- | ---- | ---- | ---- | ---- | ---- | ---- | ---- |
| 182  | 192  | 171  | 157  | 171  | 214  | 241  | 229  | 216  |

| 1856 | 1861 | 1866 | 1872 | 1876 | 1881 | 1886 | 1891 | 1896 |
| ---- | ---- | ---- | ---- | ---- | ---- | ---- | ---- | ---- |
| 217  | 202  | 208  | 200  | 208  | 191  | 207  | 199  | 203  |

| 1901 | 1906 | 1911 | 1921 | 1926 | 1931 | 1936 | 1946 | 1954 |
| ---- | ---- | ---- | ---- | ---- | ---- | ---- | ---- | ---- |
| 185  | 186  | 206  | 187  | 190  | 202  | 204  | 185  | 154  |

| 1962 | 1968 | 1975 | 1982 | 1990 | 1999 | 2006 | 2007 | 2012 |
| ---- | ---- | ---- | ---- | ---- | ---- | ---- | ---- | ---- |
| 180  | 160  | 175  | 202  | 197  | 198  | 234  | 239  | 263  |

| 2017 | 2022 | - | - | - | - | - | - | - |
| ---- | ---- | - | - | - | - | - | - | - |
| 278  | 272  | - | - | - | - | - | - | - |

## Culture locale et patrimoine

### Lieux et monuments
- Église Saint-Martin.
- Blockhaus allemands.
- Monument aux morts.

## Pour approfondir